# Matthew Davis
Matthew Wadsworth Davis (Salt Lake City, 8 de maio de 1978) é um ator norte-americano. É mais conhecido por sua participação na série What about Brian como Adam Hillman. Fez parte do elenco principal de The Vampire Diaries, interpretando Alaric Saltzman.

## Biografia
Davis nasceu em Salt Lake City, Utah e participou da Woods Cross High School. Começou sua carreira de ator na universidade do estado. Sua estréia no cinema, se deu no filme Tigerland. Depois disso gravou Urban Legends: Final Cut, Below, Lone Star State of Mind, com James King e Joshua Jackson, o blockbuster Pearl Harbor, além da comédia Legalmente Loira, ao lado da vencedora do Oscar, Reese Witherspoon. Interpretou Alaric Saltzman na série The Vampire Diaries, baseada no livro de L.J. Smith, e foi escalado para o elenco de uma nova série da ABC, Women's Murder Club. Em 2015, Matthew voltou ao elenco regular da série The Vampire Diaries.

## Filmografia

### Filmes
| Ano  | Título                   | Papel (Notas)               |
| ---- | ------------------------ | --------------------------- |
| 2000 | Tigerland                | Jim Paxton                  |
| 2000 | Urban Legends: Final Cut | Travis Stark / Trevor Stark |
| 2001 | Pearl Harbor             | Joe                         |
| 2001 | Legally Blonde           | Warner Huntington III       |
| 2002 | Lone Star State of Mind  | Jimbo                       |
| 2002 | Blue Crush               | Matt Tollman                |
| 2002 | Below                    | Odell                       |
| 2003 | Something Better         | Skip                        |
| 2004 | Seeing Other People      | Donald                      |
| 2004 | Shadow of Fear           | Harrison French             |
| 2004 | Heights                  | Mark                        |
| 2005 | Into the Sun             | Sean Mack                   |
| 2005 | BloodRayne               | Sebastian                   |
| 2006 | Mentor                   | Carter                      |
| 2006 | Bottoms Up               | Johnny Cocktail (Vídeo)     |
| 2007 | Wasting Away             | Mike                        |
| 2009 | Finding Bliss            | Jeff Drake                  |
| 2009 | S. Darko                 | Pastor John Wayne           |
| 2009 | Limelight                | David (Filme de TV)         |
| 2010 | Waiting For Forever      | Aaron                       |

### Televisão
| Ano       | Título                            | Papel                     | Notas                                                            |
| --------- | --------------------------------- | ------------------------- | ---------------------------------------------------------------- |
| 2006      | What about Brian                  | Adam Hillman              | 24 episódios (2006–2007)                                         |
| 2008      | Law & Order: Special Victims Unit | P.J. Bartlett             | Episódio: "Trade"                                                |
| 2009      | In Plain Sight                    | Lewis Ford / Lewis Fowler | Episódio: "Rubble with a Cause"                                  |
| 2009-2010 | Damages                           | Josh Reston               | 5 episódios                                                      |
| 2009-2017 | The Vampire Diaries               | Alaric Saltzman           | 1º-3º Temporada Regular;4º Convidado;5º Recorrente;6º-8º Regular |
| 2013      | Cult                              | Jeff Sefton               | 13 episódios                                                     |
| 2013      | CSI: Investigação Criminal        | Sean Yeager               | 3 episódios (2013–2014)                                          |
| 2017-2018 | The Originals                     | Alaric Saltzman           | Participação 4º-5º Temporada                                     |
| 2018-2022 | Legacies                          | Alaric Saltzman           | Elenco Regular                                                   |